# Nevenka Tadić
Pour les articles homonymes, voir Nevenka et Tadić.
Nevenka Tadić, en serbe cyrillique Невенка Тадић, née en 1926 à Bijeljina, royaume des Serbes Croates et Slovènes, aujourd'hui en Bosnie-Herzégovine et morte le 25 septembre 2023, est une psychiatre serbe, connue pour son travail sur la psychanalyse des enfants. Elle est la mère de l'ex-président de la république de Serbie, Boris Tadić, démissionnaire le 5 avril 2012.
Nevenka Tadić est née sous le nom de Nevenka Kićanović (Невенка Кићановић). Son père, Strahinja Kićanović, fut tué en 1942 par les Oustachis au cours de la Seconde Guerre mondiale. Après la guerre, elle suivit les cours de la faculté de médecine de l'université de Belgrade. Elle se spécialisa en neuropsychiatrie à Sarajevo, où elle travailla ensuite de 1954 à 1962. En 1957, elle se rendit à Paris pour y passer un doctorat ; elle travailla l'hôpital de la Pitié-Salpêtrière, avec des psychanalystes français comme Serge Lebovici et René Diatkine. Par la suite, elle travailla à Belgrade, à l'Institut de la santé mentale et elle donna des cours à la faculté de défectologie. Elle est l'auteur de nombreux ouvrages et articles, principalement consacrés à la psychiatrie enfantine[réf. nécessaire].
Nevenka Tadić est mariée avec le philosophe Ljubomir Tadić, avec qui elle a eu deux enfants, dont Boris Tadić.